# Glomera schultzei
Glomera schultzei är en orkidéart som beskrevs av Rudolf Schlechter. Glomera schultzei ingår i släktet Glomera och familjen orkidéer. Inga underarter finns listade i Catalogue of Life.